# Beata Szydło

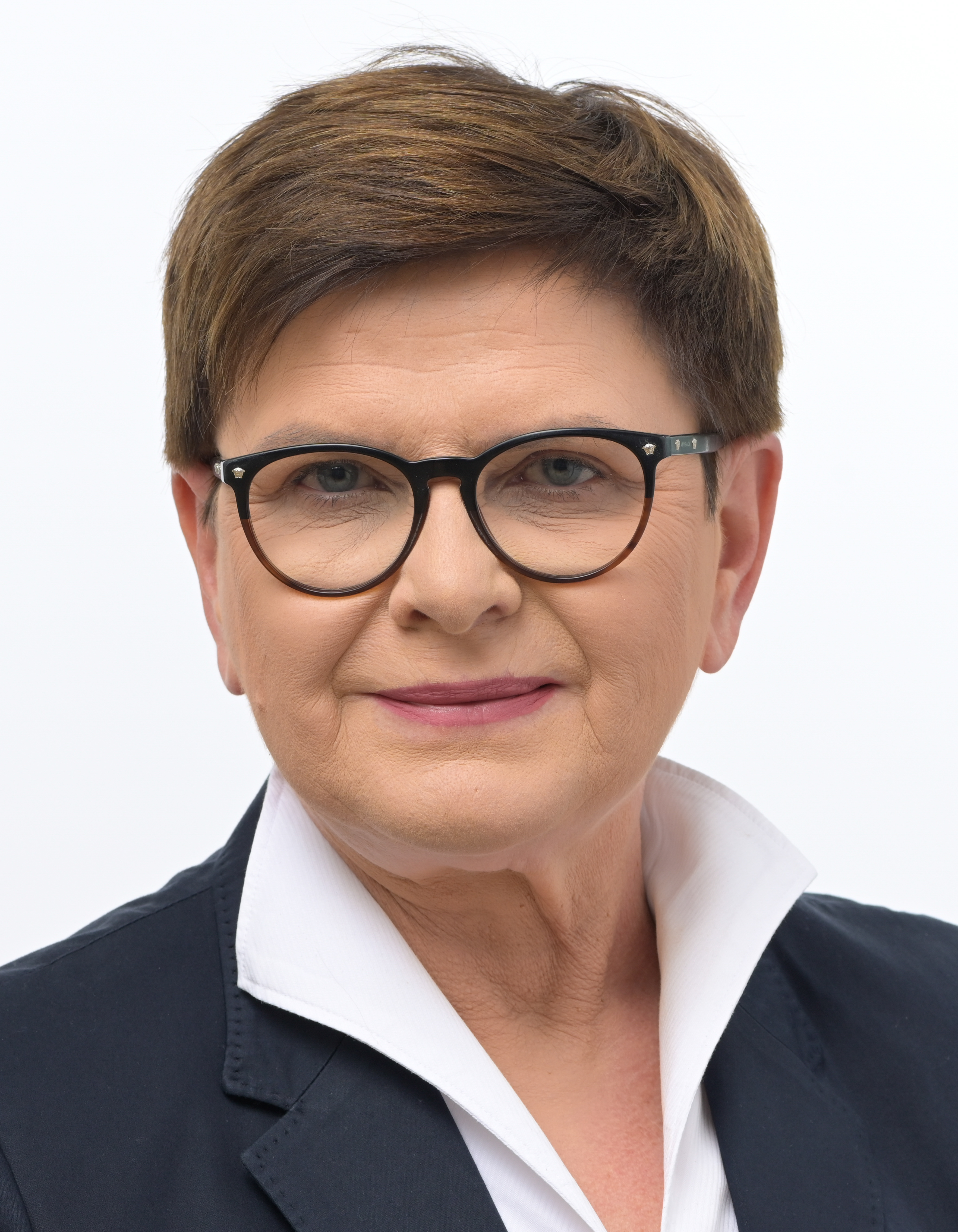
Beata Szydło (2024)

Beata Maria Szydło (Ausspracheⓘ [ˈʃɨdwɔ]; * 15. April 1963 in Oświęcim als Beata Maria Kusińska) ist eine polnische Politikerin (PiS). Sie war 2015 bis 2017 Ministerpräsidentin der Republik Polen. Seit der Europawahl in Polen 2019 ist sie für ihre Partei Abgeordnete im Europäischen Parlament. Sie wird dem nationalkatholischen Lager zugerechnet.

## Leben
Die aus einer Bergarbeiterfamilie stammende Szydło studierte Ethnografie an der Jagiellonen-Universität in Krakau. 1989 bis 1995 war sie Doktorandin an der Philosophisch-Historischen Fakultät der Hochschule. 1997 absolvierte sie ein Aufbaustudium für Kulturmanagement an der Wirtschaftsuniversität Warschau und 2001 an der Wirtschaftsakademie Krakau. Bereits 1987 bis 1995 war Szydło als Assistentin am Historischen Museum der Stadt Krakau beschäftigt; danach war sie Leiterin einer Abteilung im Kulturzentrum in Libiąż in der Woiwodschaft Kleinpolen. 1998 bis 2005 war sie Bürgermeisterin der Stadt Brzeszcze.

### Politische Karriere
Szydło ist seit 2005 Mitglied der Partei Recht und Gerechtigkeit (PiS) und wurde auf deren Liste bei den Sejm-Wahlen 2005 im Wahlkreis Chrzanów gewählt. Ihr Mandat konnte sie bei den Wahlen 2007, 2011 und 2015 verteidigen. Seit 2010 ist sie stellvertretende Vorsitzende der PiS.
Für die Präsidentschaftswahl 2015 war sie erfolgreiche Wahlkampfleiterin des PiS-Kandidaten Andrzej Duda. Nach der Präsidentschaftswahl, die mit dem Sieg Dudas endete, schlug Jarosław Kaczyński, Vorsitzender der PiS, sie zur Spitzenkandidatin seiner Partei für die Parlamentswahl am 25. Oktober vor, bei der ihre Partei dann die absolute Mehrheit erzielte.

#### Polnische Ministerpräsidentschaft

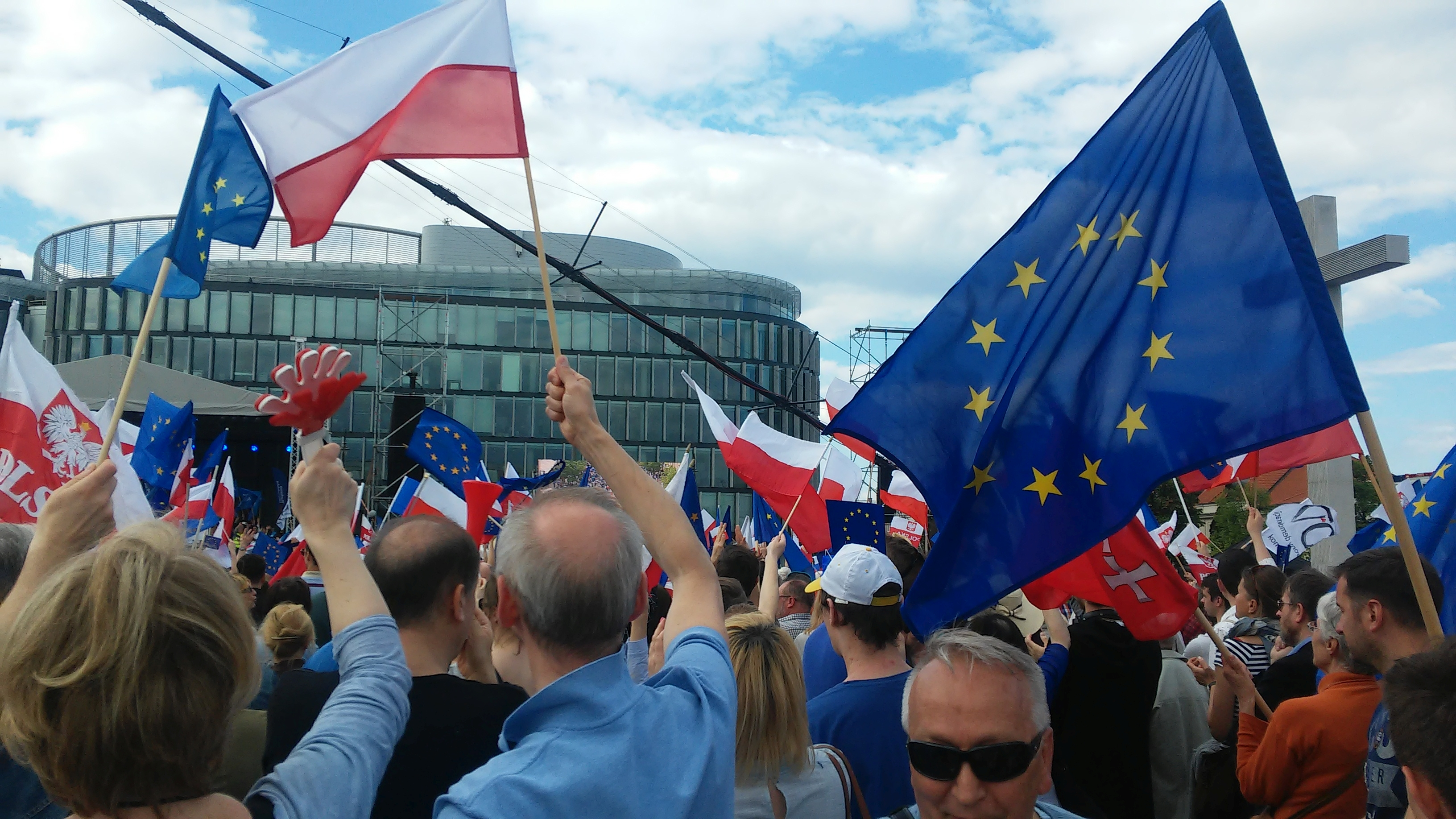
Demonstration in Warschau am 7. Mai 2016

Szydło wurde am 16. November 2015 von Staatspräsident Duda vereidigt und führte seitdem zusammen mit ihrem Kabinett die Regierung. Die Regierungserklärung vor dem Sejm fand am 18. November 2015 statt, anschließend bestätigte der Sejm ihre Ernennung.
Unmittelbar nach der Konstituierung ihres Kabinetts leitete sie im Dezember 2015 mehrere Reformprozesse in die Wege, für die sie sowohl von der parlamentarischen Opposition als auch von Vertretern der polnischen Zivilgesellschaft, unter anderem vertreten durch das Komitee zur Verteidigung der Demokratie, kritisiert wurde. Im Fokus der Kritik standen unter anderem abgeänderte Handlungsvorgaben für das Verfassungsgericht, die eine Verfassungskrise auslösten, sowie eine Neuregulierung der öffentlich-rechtlichen Medien. Zu Letzterem wurde Szydło vom EU-Kommissar für Digitale Wirtschaft und Gesellschaft, Günther Oettinger, kritisiert, der forderte, die polnische Regierung solle im Mediensektor unter Aufsicht der EU-Kommission gestellt werden. Sie selbst stellte sich am 19. Januar 2016 einer Debattenrunde im EU-Parlament den Fragen ihrer Kritiker.
Beata Szydło bezeichnete den ungarischen Premierminister Viktor Orbán als Verbündeten ihrer Regierung. Sie dankte US-Präsident Donald Trump für sein Lob der Bemühungen ihrer Regierung, den „polnischen Patriotismus“ zu stärken.
Von vielen Medien und Politologen wurde Szydło als reine Erfüllungsgehilfin Kaczyńskis angesehen. Zu Beginn wurde auch spekuliert, dass sie nur Platzhalterin für ihren Parteichef sei, der aufgrund seiner schwachen Popularitätswerte selbst nicht als Spitzenkandidat angetreten war und später das Amt selbst übernehmen würde.
Am 7. Dezember 2017 reichte Beata Szydło ihren Rücktritt ein. Am 11. Dezember 2017 übernahm der bisherige Wirtschafts- und Finanzminister Mateusz Morawiecki den Posten des Regierungschefs. Beata Szydło wurde seine Stellvertreterin ohne einen bestimmten Tätigkeitsbereich. Szydło sieht seitdem Presseberichten zufolge ihren Parteifreund Morawiecki als ihren politischen Feind an, sie sei der Meinung, sie habe ihren Posten als Premierministerin wegen Intrigen Morawieckis verloren.

#### Europäisches Parlament
Während der polnischen Wahlen 2019 zum Europäischen Parlament wurde sie als Vertreterin der Prawo-i-Sprawiedliwość-Partei mit einer Rekordanzahl von 525 811 Stimmen gewählt. Sie kam in die Fraktion der Europäischen Konservativen und Reformer. Am 10. Juli 2019 kandidierte sie für den Vorsitz des Ausschusses für Beschäftigung und soziale Angelegenheiten, verlor jedoch die Abstimmung mit dem Ergebnis von 21:27 Stimmen. Am 15. Juli 2019 kandidierte sie erneut und verlor ebenfalls mit dem Ergebnis von 19:34 Stimmen. Außerdem gehörte sie dem Ausschuss für Binnenmarkt und Verbraucherschutz an. Bei der Europawahl 2024 konnte sie ihr Mandat verteidigen, doch hatte sie mit 285.366 Stimmen fast die Hälfte ihrer bisherigen Wähler verloren.

### Beirat des Museums Auschwitz-Birkenau
Im April 2021 teilte Kulturminister Piotr Gliński mit, dass er Beata Szydło in den Wissenschaftlichen Beirats des Staatlichen Museums Auschwitz-Birkenau berufen habe. Aus Protest gegen die „Politisierung des Beirats“ traten daraufhin mehrere seiner Mitglieder zurück. Nachkommen von Auschwitz-Häftlingen, darunter von Witold Pilecki, protestierten in einem Brief an Premierminister Mateusz Morawiecki gegen die Berufung Szydłos, die eine „Krise im Ansehen der Institution und des Polenbildes in der Welt“ hervorgerufen habe. Szydło habe gegen Flüchtlinge agitiert, die wissenschaftlichen Ergebnisse von Holocaustforschern in Frage gestellt und „offen faschistische Gruppierungen“ toleriert. Die Polnisch-Israelische Freundschaftsgesellschaft äußerte, man sei „überrascht und beunruhigt“ über die personellen Änderungen im Beirat.

### LGBT
Szydło sprach sich für ein Verbot der „Werbung für LGBT“ aus. Sie begrüßte die von Krakauer PiS-Politikern durchgesetzte Resolution, die die Woiwodschaft Kleinpolen zur „LGBT-Ideologie-freien Zone“ erklärte. Als die EU-Kommission 2021 drohte, wegen der Resolution Fördermittel für die Woiwodschaft zu blockieren, forderte Szydło die Abgeordneten des Regionalparlaments (Sejmik) auf, sich keinesfalls dem Brüsseler Druck zu beugen, sondern weiterhin die „traditionellen Werte“ zu verteidigen.

### Kontroverse um Verkehrsunfall
Anfang Februar 2017 war Szydło als Ministerpräsidentin in einen schweren Autounfall verwickelt. Ihr Chauffeur musste einem anderen Fahrzeug ausweichen und fuhr gegen einen Baum. Szydło verbrachte mehrere Tage in einer Spezialklinik. Die Rekonstruktion des Unfalls ergab, dass der Fahrer der gepanzerten Limousine des Typs Audi A 8 einen Kleinwagen des Typs Fiat Seicento auf der Spur des Gegenverkehrs überholen wollte, obwohl dieser zum Linksabbiegen angesetzt und auch den Blinker betätigt hatte. Auch berichteten die Medien, dass der Fahrer die zulässige Zeit am Steuer überschritten hatte. Der Audi war das mittlere Fahrzeug in einer aus drei Wagen bestehenden Kolonne. Der Fiat hatte den ersten Wagen passieren lassen.
Innenminister Mariusz Błaszczak erklärte auf einer Pressekonferenz, dass an der Schuld des Fiat-Fahrers keine Zweifel bestünden. Mehrere Medien kritisierten Błaszczak für diese Vorverurteilung, bevor überhaupt eine Untersuchung eingeleitet worden sei. Die Staatsanwaltschaft rief landesweite Proteste hervor, als sie den 21-jährigen Fiat-Fahrer für schuldig erklärte, obwohl Passanten bezeugt hatten, dass die Regierungslimousine in geschlossener Ortschaft mit stark überhöhter Geschwindigkeit (laut Auswertung der Überwachungskameras auf der Strecke ca. 110 km/h) gefahren war und auch kein akustisches Warnsignal gegeben hatte. Die oppositionelle Presse warf den Justizbehörden Rechtsbeugung zugunsten der Regierungschefin vor.
2019 wurde bekannt, dass der Datenträger, der in einer Überwachungskamera den Unfallhergang aufgezeichnet hatte, offenkundig gezielt zerstört worden ist. Das Krakauer Bezirksgericht warf öffentlich der Staatsanwaltschaft vor, dafür verantwortlich zu sein. Diese aber stellte im Februar 2023 die Untersuchung wegen des unbrauchbar gemachten Beweismaterials ein.
2020 urteilte das Krakauer Bezirksgericht, der Fiat-Fahrer sei der Alleinschuldige, hielt ihm aber das Fehlen einer Absicht zugute. Er wurde verurteilt, an eine soziale Einrichtung 1.500 Złoty (ca. 330 Euro) zu zahlen. Sowohl die Staatsanwaltschaft als auch die Verteidigung riefen die nächste Instanz an. Diese befand im Urteil vom Februar 2023, dass der Fiat-Fahrer keineswegs der einzige Schuldige sei, in der Urteilsbegründung wurde darauf verwiesen, dass die Fahrzeugkolonne der Regierungschefin vorschriftswidrig ohne Warnsignale unterwegs gewesen sei.
Bereits im Dezember 2021 hatte ein ehemaliger Offizier, der den für Szydło zuständigen Personenschützern angehört hatte, bestätigt, dass die Wagenkolonne in der Tat mit ausgeschalteten Warnsirenen gefahren sei, dass somit der Fahrer des Fiats unschuldig sei. Der Offizier gab an, dass er und die anderen Personenschützer, die an dem Unfall beteiligt beziehungsweise dessen Zeugen gewesen waren, von ihrer Dienstvorgesetzten zur Falschaussage gedrängt worden seien: Sie hatten zu Protokoll gegeben, dass die Sirenen angeschaltet gewesen seien. Überdies meldete sich ein früherer Reporter des staatlichen Fernsehsenders TVP, der seinerzeit für die Nachrichtensendung über den Unfall berichtet hatte. Er legte dar, dass seine Materialien von der Redaktion verfälscht ausgestrahlt worden seien. So seien in einem Trickfilm über den Unfallhergang die beiden Fahrbahnen der Straße durch normale Mittelstreifen markiert gewesen; in Wirklichkeit aber gebe es an dem Straßenabschnitt eine doppelte durchgezogene Linie, die ein strenges Überholverbot wegen Unfallgefahr bedeutet.
Der Unfallgegner Sebastian Kościelnik wurde als „Sebastian mit dem Seicento“ Teil der Wahlkampagne 2023 der Bürgerplattform (PO), an der er selbst per Listenplatz in Warschau teilnahm, aber nur 448 Stimmen errang; 2024 konnte er nochmals in Warschau bei den Selbstverwaltungswahlen für die PO antreten. Donald Tusk und der PO-nahe Impresario Jerzy Owsiak hielten Pressetermine vor dem aufgestellten Unfallwagen ab. Letzterer versteigerte den Wagen über seine Benefiz-Organisation „WOŚP“.

## Privates
Beata Szydło ist seit 1987 mit Edward Szydło verheiratet und Mutter zweier Söhne. 2021 wurde bekannt, dass Unternehmen, an denen Edward Szydło beteiligt war, darunter die private Schule für Geschäftsführung und Handel (SZiH) in Oświęcim, insgesamt 56 Millionen Złoty (12,3 Millionen Euro) an Zuschüssen aus Haushaltsmitteln der Europäischen Union bekommen haben.
Ihr Sohn Tymoteusz hat das Höhere Priesterseminar in Krakau absolviert. Als Ministerpräsidentin nahm sie 2017 an seiner Primiz teil und äußerte vor der Presse ihren Stolz über den Sohn, der „durch Gottes Fügung“ sein Leben dem Priestertum geweiht habe. An dem feierlichen Gottesdienst hatten auch Staatspräsident Andrzej Duda, der PiS-Vorsitzende Jarosław Kaczyński und der Gründer des nationalistischen Senders Radio Maryja, Pater Tadeusz Rydzyk, teilgenommen. Allerdings ließ Tymoteusz Szydło sich bereits 2019 in den Laienstand zurückversetzen, die polnischen Medien berichteten von seiner Beziehung zu einer Frau. Die oppositionelle Gazeta Wyborcza berichtete im Rahmen ihrer Enthüllungen über Nepotismus und Korruptionsaffären um den Chef des staatlichen Ölkonzerns PKN Orlen, Daniel Obajtek, dass der Ex-Priester unter falschem Namen in einer von Obajtek kontrollierten Firma als Handelsvertreter arbeite.